# Cine El Biógrafo
El Cine El Biógrafo es un cine independiente ubicado en el Barrio Lastarria, en la capital de Santiago, Chile. Fue inaugurado en el año 1987, con la película del cineasta chileno Leo Kocking, La Estación del Regreso (1987).

## Historia
En sus inicios, el cine fue propiedad de 22 productoras de cine nacionales, quienes crearon El Biógrafo para tener una sala que exhibiera películas exclusivamente chilenas, lo que no tuvo resultados favorables económicamente. Por esto y junto con otras razones, las productoras decidieron poner a la venta el cine.
En 1990, se encargó de la administración de El Biógrafo, el dueño de Cine Arte Normandie y de la distribuidora de películas Arcadia Films, Alex Doll.     
Para el año 1993, Doll deja la administración y, en julio de ese mismo año, los actuales dueños del cine deciden comprarlo, haciendo una reestructuración general de este, desde la infraestructura hasta las funciones que se iban a realizar, ya que se proyectarían películas de cine arte y cine europeo, privilegiando el cine independiente por sobre el comercial, algo que se mantiene hasta el día de hoy.

## Recinto
Su ubicación física se encuentra en la esquina de la calle José Victorino Lastarria con Villavicencio, en el Barrio Lastarria, considerado por muchos como uno de los lugares más bohemios de la ciudad de Santiago. Está detrás del Centro Cultural Gabriela Mistral (GAM) y funciona de lunes a domingo.

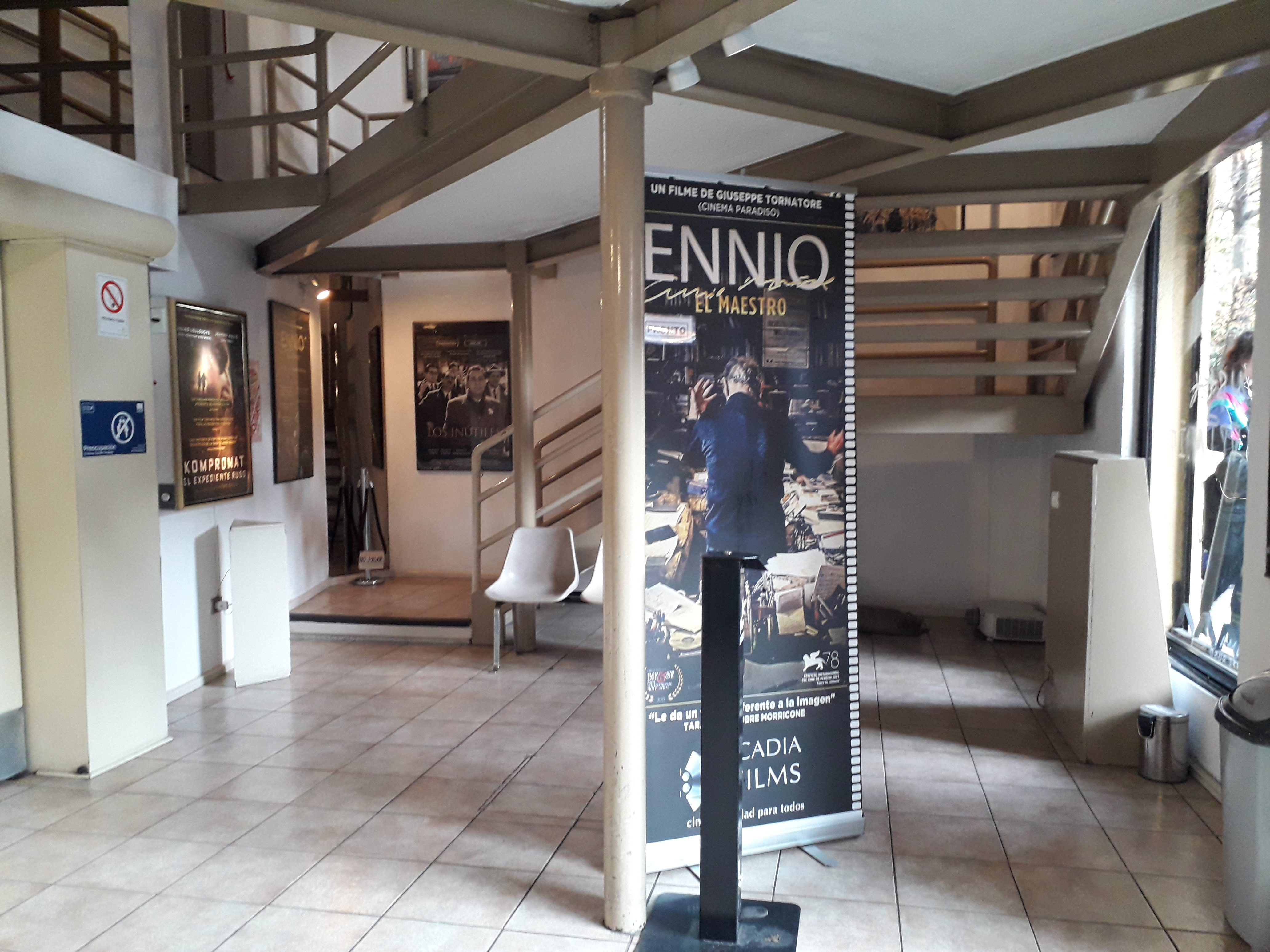
Vista interior del hall del cine El Biógrafo.

El cine se caracteriza por tener una estética tradicional, ya que posee una sola sala para proyectar las películas de su cartelera, contando con un proyector antiguo, pero con un aparato que permite proyectar las películas digitales, conocido como DCP.
Las entradas se compran sólo de forma presencial y sus butacas, además de ser numeradas, son de un material aterciopelado rojo, rememorando las clásicas de los cines de antaño y no se encuentran posavasos en estos, ya que no venden bebestibles ni comestibles de ningún tipo, a diferencia de los cines comerciales.

## Cierre temporal
Debido a los acontemientos ocurridos en el Estallido Social y la posterior Pandemia de Covid-19 en Chile, el cine tuvo que cerrar sus puertas en más de una ocasión.   
El período de revueltas en Chile, en octubre de 2019, generó que se disminuyera significativamente la cantidad de personas que asistían a las funciones, de manera que El Biógrafo funcionó con menos capacidad de la que estaban acostumbrados, ya que recibían 200 espectadores aproximadamente en una semana completa, muy por el contrario de un fin de semana normal, previo al Estallido Social, donde se veía una afluencia de público de aproximadamente 300 personas.
Luego, en el año 2020, al llegar la pandemia de Covid-19 a Chile, cerró sus puertas, debido a la contingencia sanitaria. Para junio del 2020, se pensaba reabrir al público, pero con un protocolo de sanitización pre y post función y con aforo reducido, ya que sólo recibiría 50 personas de las 180 que tiene como capacidad la sala. Esto no se pudo concretar, debido a las complicaciones por la pandemia.    
Reabrieron 2 veces más, la primera semana de marzo y en septiembre del año 2021. En esta última, la película escogida para su reapertura fue J'accusee, de Roman Polanski, comenzando la función el día 9 de septiembre, a las 18:00 hrs.